# E. Power Biggs
Edward George Power Biggs (Southend-on-Sea (nel sobborgo di Westcliff-on-Sea, Essex), 29 marzo 1906 – Cambridge, 10 marzo 1977) è stato un organista e clavicembalista britannico naturalizzato statunitense.

## Biografia
Biggs nacque a Westcliff-on-Sea, nell'Essex, in Inghilterra; un anno dopo la famiglia si trasferì sull'Isola di Wight. Biggs fu preparato a Londra alla Royal Academy of Music, dove studiò con G.D. Cunningham. Emigrò negli Stati Uniti nel 1930. Nel 1932 assunse un incarico presso la Christ Church a Cambridge, nel Massachusetts, dove visse per il resto della sua vita.
Biggs fece molto per riportare in auge il classico organo a canne e fu in prima linea nella rinascita dell'interesse per la musica organistica dei compositori pre-romantici della metà del XX secolo. Nella sua prima tournée di concerti in Europa, nel 1954, Biggs eseguì e registrò opere di Johann Sebastian Bach, Sweelinck, Dieterich Buxtehude e Pachelbel su organi storici connessi a quei compositori. Da allora in poi si convinse che tale musica dovesse idealmente essere eseguita su strumenti rappresentativi di quel periodo e che la musica d'organo di quell'epoca dovesse essere suonata usando (il più strettamente possibile) gli stili e le registrazioni di quell'epoca. Così provocò la rinascita americana della costruzione di organi nello stile degli strumenti barocchi europei, vista in particolare la crescente popolarità del sistema di trasmissione degli organi, analoga al "Movimento di riforma degli organi" o "Orgelbewegung" in Europa.
Tra gli altri strumenti, Biggs difese lo strumento aperto, non rivestito in stile barocco di G. Donald Harrison con 24 registri e l'azione elettrica (prodotto da Aeolian-Skinner nel 1937 e installato nel Busch-Reisinger Museum di Harvard, Cambridge, Massachusetts) e l'organo a tre tastiere Flentrop installato sempre lì successivamente nel 1958. Molte delle sue trasmissioni radio CBS e registrazioni della Columbia furono fatte nel museo. Un altro straordinario strumento utilizzato da Biggs era il clavicembalo a pedali John Challis; Biggs realizzò registrazioni della musica di J.S. Bach e Scott Joplin su questo strumento.

## Critiche
Tra i critici di Biggs dell'epoca c'era l'organista rivale Virgil Fox, noto per uno stile di esibizione più sgargiante e colorato. Fox criticava l'insistenza di Biggs sull'accuratezza storica, sostenendo che si trattava di "relegare l'organo a pezzo da museo". Tuttavia molti osservatori concordano sul fatto che Biggs "ha un grande merito per le sue idee innovative per quanto riguarda il materiale musicale che ha registrato e per aver reso ancora più famosi gli organi su cui ha registrato". Nonostante diversi approcci, entrambi gli artisti hanno goduto di carriere di grande successo e Biggs è salito al vertice della sua professione. Oltre a concerti e registrazioni, Biggs ha insegnato alla Longy School of Music di Cambridge, nel Massachusetts, in vari momenti della sua carriera e ha curato un grande corpo di musica per organo.

## Discografia scelta
Molte delle sue registrazioni sono ricordate con affetto dagli appassionati di musica classica.
Ha registrato massicciamente per le etichette Columbia Masterworks Records e RCA Victor per oltre tre decenni. Tra il 1942 e il 1958 ha anche condotto un programma radiofonico settimanale di musica d'organo (trasmesso in tutti gli Stati Uniti sulla rete radio della CBS) che ha iniziato il pubblico all'organo a canne e alla sua letteratura.
- Works for Organ: Essential Classics
- Bach: Organ Favorites recorded on the Flentrop Organ in the Busch-Reisinger Museum of Harvard University - MS 6261 (1961)
- The Golden Age of the Organ, Columbia Masterworks M2S 697 (A tribute to German organ builder Arp Schnitger), organs in Germany and the Netherlands (1963)
- Plays Bach in the Thomaskirche, Columbia Masterworks M30648
- E. Power Biggs' Greatest Hits, Columbia Masterworks MS 7269
- Bach Organ Favorites, Columbia Masterworks MS 6261
- Bach Organ Favorites, Vol. 2, Columbia Masterworks MS 6748
- Bach Organ Favorites, Vol. 3, Columbia Masterworks MS 7108
- Bach Organ Favorites, Vol. 4, Columbia Masterworks MS 7424
- Bach Organ Favorites, Vol. 5, Columbia Masterworks M 31424
- Bach Organ Favorites, Vol. 6, Columbia Masterworks M 32791
- Bach: Four Great Toccatas & Fugues (Cathedral of Freiburg), Columbia Masterworks M 32933 (1974)
- Bach Eight Little Preludes and Concerto in D after Vivaldi, Columbia Masterworks M 33975 (1975)
- Mozart: The Music for Solo Organ — Played on the "Mozart" organ at Haarlem, Columbia Masterworks MS 6856
- Sweelinck: Variations on Popular Songs, Columbia Masterworks AMS 6337
- A Festival of French Organ Music, Columbia Masterworks MS 6307
- Buxtehude at Lüneburg, Columbia Masterworks MS 6944
- Stars and Stripes Forever — Two Centuries of Heroic Music in America, Columbia Masterworks 81507
- The Organ in America, Columbia Masterworks MS 6161
- Historic Organs of England, Columbia Masterworks M 30445
- Historic Organs of France, Columbia Masterworks MS 7438
- Historic Organs of Italy, Columbia Masterworks MS 7379
- Historic Organs of Spain, Columbia Masterworks MS 7109
- Historic Organs of Switzerland, Columbia Masterworks MS 6855
- The Four Antiphonal Organs of the Cathedral of Freiburg, Columbia Masterworks M 33514 (music of Handel, Purcell, Mozart, Buxtehude, et al.)
- Bach on the Pedal Harpsichord, Columbia Masterworks MS 6804
- Bach: The Six Trio Sonatas (Pedal Harpsichord), Columbia Masterworks M2S 764
- Holiday for Harpsichord, Columbia Masterworks ML 6728
- A Mozart Organ Tour, Columbia Masterworks K3L 231
- Bach: The Little Organ Book, Columbia Masterworks KSL 227
- The Art of the Organ, Columbia Masterworks KSL 219
- Heroic Music for Organ, Brass, and Percussion, Columbia Masterworks MS 6354
- Mozart: Festival Sonatas for Organ and Orchestra, Columbia Masterworks MS 6857
- Haydn: The Three Organ Concertos, Columbia Masterworks MS 6682
- The Magnificent Mr. Handel, Columbia Masterworks M 30058
- The Organ in Sight and Sound, Columbia Masterworks KS 7263 (A technical discussion of the organ and its history)
- The Organ Concertos of Handel, Nos. 1–6, Columbia Masterworks K2S 602 (with Sir Adrian Boult)
- The Organ Concertos of Handel, Nos. 7–12, Columbia Masterworks K2S 604 (with Sir Adrian Boult)
- The Organ Concertos of Handel, Nos. 13–16, Columbia Masterworks K2S 611 (with Sir Adrian Boult)
- The Organ, Columbia Masterworks DL 5288
- Bach at Zwolle, Columbia Masterworks KS-6005
- Hindemith: Three Sonatas For Organ, Columbia Masterworks MS 6234
- Famous Organs of Holland and North Germany, Columbia Masterworks M31961
- Music of Jubilee, Columbia Masterworks ML 6015 (Bach Sinfonias, with Zoltan Rozsnyai)
- Soler: Six Concerti for Two Organs, Columbia Masterworks ML 5608 (with Daniel Pinkham)
- Plays Scott Joplin on the Pedal Harpsichord, Columbia Masterworks M32495
- Heroic Music for Organ, Brass & Percussion, Columbia Masterworks MS 6354 (with the New England Brass Ensemble)
- Music for Organ and Brass — Canzonas of Gabrieli and Frescobaldi, Columbia Masterworks MS 6117
- Music for Organ, Brass and Percussion — Music of Gigout, Dupré, Campra, Widor, Strauss, Purcell, Clarke, and Karg-Elert, Columbia Masterworks M31193 (with the Columbia Brass and Percussion Ensemble, Maurice Peress, conductor)
- Mendelssohn in St. Paul's Cathedral, Columbia Masterworks MS 6087
- The Glory of Gabrieli Columbia Masterworks MS-7071
- What Child Is This? Traditional Christmas Music, Columbia Masterworks MS 7164
- Bach: Toccata in D Minor, Bach's Toccata in D Minor recorded on 14 of Europe's finest organs, Columbia Masterworks ML 5032
- Rheinberger: Two Concertos For Organ and Orchestra, Columbia Masterworks M32297

## Premi e riconoscimenti
- Grammy Award per la migliore esecuzione di musica da camera
- Grammy Award del 1969 - Vittorio Negri (direttore), E. Power Biggs e l'Edward Tarr Ensemble, per Glory of Gabrieli Vol. II — Canzoni per Ottoni, Fiati, Archi ed Organo
- Una stella nella Hollywood Walk of Fame della California, al 6522 di Hollywood Boulevard, per il suo contributo all'industria discografica, ha .[4]
- Membro dell'American Academy of Arts and Sciences nel 1950.[5]